# Diversidad microbiana del suelo

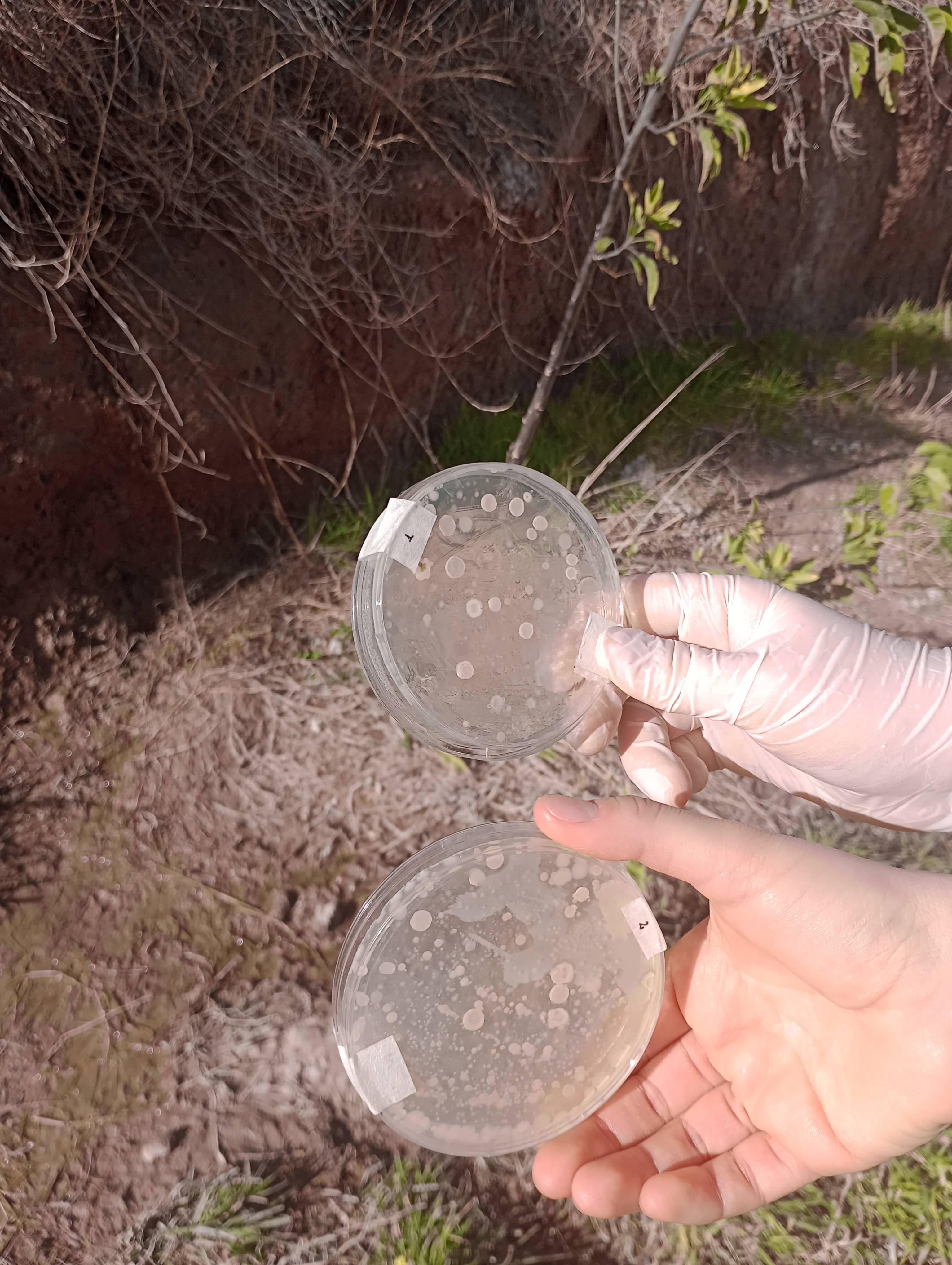
Siembra de microorganismos del suelo

La diversidad microbiana del suelo contribuye a que el suelo sea un recurso multifuncional, dado que este se caracteriza por su complejidad y variabilidad. El suelo está compuesto por partículas minerales, materia orgánica, agua, aire y organismos vivos. Además, alberga el 90% de las reservas alimentarias globales, sirve como fundamento para las actividades humanas y la configuración del paisaje, y actúa como fuente de materias primas. Dada su naturaleza no renovable, es fundamental implementar estrategias de preservación.
La diversidad microbiana del suelo está dada por el gran número de microorganismos que lo habitan. Los principales grupos microbianos que se encuentran  en el son: hongos, bacterias, protozoos, algas y virus.
Los principales grupos que integran la biota del suelo son: 
1. Productores primarios: abarcan tanto plantas superiores como inferiores y se consideran organismos fotosintéticos que absorben dióxido de carbono del aire. A través de sus sistemas de raíces, penetran en el suelo y transportan los compuestos orgánicos que sintetizan en la parte superior de la planta.[4]
2. Herbívoros: Organismos que se nutren y procesan parcialmente los tejidos vivos de las plantas.
3. Macrofauna: organismos que alteran significativamente el suelo al construir estructuras, contribuyendo también al reciclaje de nutrientes. Pueden incluir depredadores, como ciertas especies de hormigas.[4]
4. Transformadores de hojarasca: invertebrados que se alimentan de restos orgánicos procesados por microbios y trituradores, haciendo el material más accesible para los descomponedores o estimulando el crecimiento microbiano a partir de sus excreciones.[4]
5. Descomponedores: como hongos o bacterias que degradan la celulosa, los cuales contienen enzimas especializadas en la descomposición de polímeros, responsables de gran parte del flujo de energía en la red alimentaria de los descomponedores.[4]
6. Depredadores: animales que controlan poblaciones de herbívoros, transformadores de hojarasca, descomponedores y microrreguladores a través de la depredación.[4]
7. Microrreguladores: organismos que intervienen en los ciclos de nutrientes mediante el forrajeo y otras interacciones con los microorganismos encargados de la descomposición.[4]
8. Microsimbiontes: microorganismos que viven asociados a las raíces, facilitando la absorción de nutrientes.
9. Plagas y enfermedades del suelo: pueden incluirse también especies que actúan como controladores biológicos, como depredadores, parasitoides e hiperparásitos de plagas y patógenos.[4]
10. Transformadores procariontes: arqueas y bacterias que participan en la transformación específica de carbono o nutrientes como el nitrógeno, el azufre o el fósforo, mediante procesos como la nitrificación y la fijación de nitrógeno.[4]